# Messatoporus mesonotator
Messatoporus mesonotator là một loài tò vò trong họ Ichneumonidae.